# Umowa śmieciowa
Umowa śmieciowa, śmieciówka – potoczne określenie umowy cywilnoprawnej zawartej między pracodawcą i pracownikiem mimo występowania stosunku pracy wymagającego zawarcia umowy o pracę.
Tzw. śmieciówki są stosowane przez pracodawców zazwyczaj w celu ominięcia przepisów prawa pracy i obniżenia kosztów zatrudnienia. Dla pracowników, umowa śmieciowa skutkuje brakiem niektórych świadczeń zapewnianych przez umowę o pracę, m.in. okresu wypowiedzenia, płatnego urlopu i dodatków za nadgodziny.

## Definicja umowy śmieciowej
Najczęściej mianem tzw. śmieciówek określa się umowy cywilnoprawne, jeśli są użyte mimo występowania stosunku pracy narzucającego zawarcie umowy o pracę. Istnieją dwa rodzaje umów, które mogą zostać użyte w tym celu: umowa zlecenia i umowa o dzieło.
Za umowy śmieciowe nie uznaje się powszechnie umów o pracę na czas nieokreślony, ponieważ w stosunku do takich umów stosuje się prawo pracy, a pracownikom przysługują prawa nieprzysługujące osobom zatrudnionym w oparciu o umowy cywilnoprawne. Według prof. Elżbiety Kryńskiej z Uniwersytetu Łódzkiego oraz Bogdana Grzybowskiego z Ogólnopolskiego Porozumienia Związków Zawodowych, określanie umów o pracę mianem śmieciowych jest nieuzasadnione.

## Występowanie w Polsce
Związki zawodowe, dziennikarze i publicyści zwracają uwagę na zatrudnianie na tzw. śmieciówkach zarówno w sektorze prywatnym, jak i państwowym. Pracodawcy, którzy są uznawani za stosujących umowy śmieciowe to m.in. Polskie Linie Lotnicze LOT i Telewizja Polska.
Dokumenty Państwowej Inspekcji Pracy wskazują, że w 2010 roku w oparciu o umowy cywilnoprawne pracowało 20,9% zatrudnionych w Polsce. W 2013, na podstawie danych MPiPS, Rzeczpospolita oszacowała, że w oparciu o „wymuszone umowy cywilnoprawne lub samozatrudnienie” może pracować w Polsce 3,7% zatrudnionych, czyli ok. 600 tys. osób.
Eksperci i przedsiębiorcy zwracają uwagę na problem tzw. outsourcingu, wzmacniający zjawisko umów śmieciowych. Dążenie przez instytucje publiczne do oszczędności w procedurach przetargowych ma prowadzić do wymuszania przez nie stosowania „śmieciówek” na dostawcach usług i towarów, np. firmach sprzątających i ochroniarskich.
Według Najwyższej Izby Kontroli, umów cywilnoprawnych w administracji publicznej w Polsce było w 2010 roku ok. 20 tysięcy, w 2014 roku – 40 tysięcy. Administracja publiczna korzystała z nich także przy realizacji „zadań podstawowych”.

## Cel zawierania i aspekt społeczny umów śmieciowych
Głównymi powodami stosowania umów cywilnoprawnych, samozatrudnienia i terminowych umów o pracę są:
- obniżenie kosztów zatrudnienia[15][16][17] – obciążenia podatkowe pracodawcy i pracownika z tytułu umów cywilnoprawnych są niższe. Zdaniem niektórych publicystów, poprzez zawarcie umowy cywilnoprawnej dla zakresu pracy wymuszającego umowę o pracę, pracodawca może zaoferować pracownikowi wyższą płacę netto przy niższych kosztach własnych[18]. Pracodawca nie ma obowiązku odprowadzania składek do ZUS od pracowników zatrudnionych na podstawie umowy o dzieło[19].
- brak okresu wypowiedzenia[16] – umowa o pracę wprowadza regulowane przepisami procedury zwolnienia pracownika. Czasami celem zawierania tzw. umów śmieciowych jest ominięcie tych wymagań przez pracodawcę. Umowę cywilnoprawną można rozwiązać lub wypowiedzieć bez konieczności zachowania okresu wypowiedzenia, przysługującego pracownikowi zatrudnionemu na podstawie umowy o pracę.
- brak ochrony zatrudnienia przysługującego ciężarnym – w przeciwieństwie do umowy o pracę, w przypadku zawarcia umowy śmieciowej, pracodawca nie jest zobowiązany przedłużyć zatrudnienia kobiecie w ciąży[3].
- brak możliwości korzystania z Zakładowego Funduszu Świadczeń Socjalnych – osobie zatrudnionej na tzw. umowie śmieciowej nie przysługują świadczenia z ZFŚS, chyba że spółka sama wprowadzi taką możliwość do regulaminu funduszu[20].
- brak dodatku za wydłużony czas pracy i nadgodziny – w przypadku umów cywilnoprawnych, jeśli strony nie postanowią inaczej, czas pracy nie jest rejestrowany, a zleceniobiorcy, wykonawcy dzieła itp. nie przysługuje w związku z tym dodatkowa zapłata na nadgodziny[21].

## Debata publiczna
Pojęcie „umowa śmieciowa” jest obiektem dyskusji publicystycznej i politycznej na temat rynku pracy w Polsce.
Związki zawodowe, m.in. OPZZ i Inicjatywa Pracownicza, od lat sprzeciwiają się zatrudnianiu pracowników na umowy cywilnoprawne w momencie występowania przesłanek do zawarcia umowy o pracę. Według Bogdana Grzybowskiego (OPZZ) konsekwencją powszechnego stosowania „umów śmieciowych” jest zasilanie prekariatu, tj. osób, u których forma zatrudnienia wpłynęła na obniżenie jakości i stabilności życia. Według Grzybowskiego, stosowanie „umów śmieciowych” stanowi także nieuczciwą konkurencję na rynku pracy, ponieważ pracodawcy zatrudniający na umowy o pracę na czas nieokreślony ponoszą znacznie wyższe koszty pracy.
Zdaniem niektórych pracodawców i publicystów, określenie „umowa śmieciowa” jest krzywdzące. Powołują się oni na „nieelastyczność” i wysokie koszty umów o pracę po stronie pracodawcy. Według publicysty Łukasza Piechowiaka, dzięki takim formom zatrudnienia jakąkolwiek pracę znajduje znaczna grupa osób, które nie miałyby szans zostać zatrudnione w inny sposób.

### Konferencja „Polski Ład”
15 maja 2021 roku rządząca partia Prawo i Sprawiedliwość zaproponowała stopniową likwidację tzw. śmieciówek poprzez objęcie umów cywilnoprawnych obowiązkiem oskładkowania ZUS. Na konferencji „Polski Ład” zaproponowano też „perspektywę wprowadzenia jednego kontraktu na pracę”. Oskładkowanie na ZUS umów cywilnoprawnych zostało zapisane również w kamieniach milowych polskiego Krajowego Planu Odbudowy (KPO).